# 華奢
『華奢』（きゃしゃ）は、久川綾のデビュー・ミニアルバム。1993年3月21日に日本クラウンから発売された、オリジナル声優パフォーマンスシリーズのひとつである。

## 解説
「華奢」「FAMILY」の2曲と各曲のオリジナル・カラオケ、短編ラジオドラマ「突撃インタビュー」を収録している。

## 収録曲
1. 華奢 [5:10]
  - 作詞：久川綾、作曲・編曲・補作詞：安岡孝章
2. 突撃インタビュー（ショートストーリー） [5:54]
3. FAMILY [5:28]
  - 作詞：久川綾、作曲・編曲・補作詞：安岡孝章
4. 華奢（オリジナル・カラオケ）
5. FAMILY（オリジナル・カラオケ）